# Doumely-Bégny
Doumely-Bégny è un comune francese di 99 abitanti situato nel dipartimento delle Ardenne nella regione del Grand Est.

## Società

### Evoluzione demografica
Abitanti censiti